# بارباريلا (فلم)
بارباريلا (بالإنجليزية: Barbarella) هو فيلم خيال علمي إنتاج 1968 من إخراج روجر فاديم وبطولة جين فوندا، جون فيليب لاو، مارسيل مارسو وديفيد همينجز.